# William Demas
William Gilbert Demas, OCC, TC (* 14. November 1929 in Port of Spain; † 28. November 1998 ebenda) war ein Politiker und Finanzmanager aus Trinidad und Tobago und von 1973 bis 1974 erster Generalsekretär der Karibischen Gemeinschaft (CARICOM).

## Biografie
Demas studierte nach dem Schulbesuch Wirtschaftswissenschaften und wurde Anfang der 1970er Jahre Vorsitzender der Karibischen Freihandelszone (Caribbean Free Trade Area (CARIFTA)). Im Juli 1973 leitete er die Verhandlungen zum Vertrag von Chaguaramas, der zur Gründung der CARICOM führte. Nach der Gründung der Karibischen Gemeinschaft (CARICOM) als Nachfolgeorganisation der CARIFTA wurde er am 1. August 1973 erster Generalsekretär der CARICOM. In dieser Funktion war er maßgeblich an der Stabilisierung der Wirtschaft in der Karibik nach der Erreichung der Souveränität vom Vereinigten Königreich beteiligt. 1974 folgte ihm Alister McIntyre als Generalsekretär der CARICOM, nachdem er selbst Präsident der Karibischen Entwicklungsbank (Caribbean Development Bank, CDB) wurde und diese Position bis 1988 bekleidete. Die Aufgabe der CDB ist vor allem die Zuweisung ausländischer Entwicklungshilfe an einzelnen Projekte. Zuletzt war William Demas von 1988 bis 1992 Gouverneur der Zentralbank (Central Bank of Trinidad and Tobago).
1988 wurde ihm das Trinity Cross verliehen. 1992 gehörte er neben Shridath Ramphal und Derek Walcott zu den drei ersten Trägern des Order of the Caribbean Community (OCC).